# Rienat Gafurow
Rienat Zajtunowicz Gafurow, ros. Ренат Зайтунович Гафуров (ur. 8 października 1982 w Oktiabrskim) – rosyjski żużlowiec pochodzenia tatarskiego.
Jego pierwszym sukcesem był srebrny medal Młodzieżowych Indywidualnych Mistrzostw Rosji zdobyty w 2000 roku. W latach 2001–2002 zdobył złote medale w tych rozgrywkach. W 2001 roku zakwalifikował się do Indywidualnych Mistrzostw Europy Juniorów. W sezonie 2004 był najlepszym zawodnikiem ligi rosyjskiej. W tym samym roku reprezentacja Rosji z Gafurowem w składzie zdobyła srebrny medal Mistrzostw Europy Par. W roku 2007 we włoskim Terenzano Gafurow stanął na najniższym stopniu podium także w tych rozgrywkach.
W obu finałach był najskuteczniejszym Rosjaninem. Sezon 2006 przyniósł Gafurowowi złoty medal Indywidualnych Mistrzostw Rosji. W tym samym roku Rosjanin bezskutecznie próbował dostać się do cyklu Grand Prix, zajmując 12. lokatę podczas finału eliminacji do GP 2007 w Vetlandzie. Przedłużył kontrakt na sezon 2009 z Lotosem Gdańsk. W sezonie 2009 zdobył Indywidualne Mistrzostwo Rosji seniorów, został mistrzem Europy 2009 oraz wraz z drużyną z Władywostoku został brązowym medalista Klubowego Pucharu Europy.